# Stekelkoptroepiaal
De stekelkoptroepiaal (Curaeus curaeus) is een zangvogel uit de familie Icteridae (troepialen).

## Verspreiding en leefgebied
Deze soort telt 3 ondersoorten:
- C. c. curaeus: centraal Chili en zuidwestelijk Argentinië.
- C. c. recurvirostris: Reisco (zuidelijk Chili).
- C. c. reynoldsi: Tierra del Fuego (zuidelijk Chili en zuidelijk Argentinië).